# Ludwig Hobein
Ludwig Hobein (* 12. Juli 1911 in Immenhausen; † 27. September 1997) („Lux“ oder „Lutz“ genannt) war ein deutscher Polizeidirektor. Zwischen 1945 und 1957 war er Leiter der Schutzpolizei und von 1957 bis zu seiner Pensionierung 1976 Polizeidirektor und damit Chef der Polizei in der Stadt Hanau am Main.

## Leben
Als Jugendlicher absolvierte Hobein zunächst eine Lehre als Schmied und Kunstschlosser. 1929 trat er in die Reichswehr ein und diente im 16. Reiter-Regiment. Nach Beendigung seiner militärischen Dienstzeit wechselte er 1931 an die Hessen-Nassauische Polizeischule in Hann. Münden. Nach Abschluss seiner Ausbildung arbeitete er zunächst als Verkehrspolizist in Kassel. 1933 wurde er als Wachtmeister nach Hanau versetzt.
Hier konnte er die beiden SPD-Politiker Hans Kargl und Karl Rehbein durch Intervention bei der Gestapo vor der Einlieferung in das KZ Oranienburg bewahren. 1936 wurde Hobein wieder Soldat, diesmal als Feldwebel in einer der damals neu aufgestellten Polizeidivisionen. Nach einer weiteren Zwischenstation als Revieroberwachtmeister in Hanau wurde er kriegsbedingt 1939 wieder zur Polizeidivision einberufen. Hobein kämpfte während des Zweiten Weltkriegs in Polen, Frankreich und in der Sowjetunion, bevor er 1943 zur Offiziersschule der Ordnungspolizei nach Fürstenfeldbruck versetzt wurde. Als Polizeileutnant kam er dann nach Augsburg, wo er das Kriegsende erlebte.
Noch im Juli 1945 trat Hobein wieder seinen Dienst in Hanau an und begann mit dem Wiederaufbau der Schutzpolizei, zu deren Leiter er nach der Überprüfung durch die amerikanischen Militärbehörden als Hauptkommissar berufen wurde. 1955 vollendete Hobein seine kriegsbedingt verkürzte Ausbildung zum Höheren Polizeivollzugsdienst an der Polizei-Führungsakademie in Hiltrup. Hobein wurde 1957 offiziell zum Polizeidirektor in Hanau ernannt und leitete von 1974 bis zu seiner Pensionierung am 31. Juli 1976 die Polizeidirektion des damals neu geschaffenen Main-Kinzig-Kreises.

## Engagement
Der begeisterte Sportler Ludwig Hobein baute den bereits 1919 gegründeten Polizeisportverein (PSV) Hanau nach der fast vollständigen Zerstörung der Stadt im Zweiten Weltkrieg ebenso wieder auf wie mit seinen Freunden auch die Sporthalle des PSV am heutigen Freiheitsplatz, die 1948 eingeweiht werden konnte. Mannschaften des PSV Grün-Weiss Hanau nahmen mit Hobein mehrfach erfolgreich an Hessischen und Deutschen Meisterschaften teil.
Nach dem Krieg war Hobein einer der engagiertesten Förderer der deutsch-amerikanischen Freundschaft, die er nicht nur federführend in Hanau entwickelte, sondern auch selbst vorbildlich lebte. Deshalb war es nur zu verständlich, dass sein Ruf als „Chief“ bis nach Amerika drang und er gelegentlich im Weißen Haus empfangen wurde. Hanau hatte sich nach dem Krieg zur größten US-Community in Europa mit zeitweise über 30.000 US-Soldaten entwickelt und Hobein nutzte seine Beziehungen zur Verbesserung der Freundschaft zwischen den Deutschen und den Amerikanern. 1948 gründete er mit anderen Freunden in Hanau einen Deutsch–Amerikanischen Club. Er war mit US-Verteidigungsminister Caspar Weinberger sowie Präsident Ronald Reagan bekannt und mit dem amerikanischen Stabschef, General John W. Vessey junior befreundet. Vessey, der am 30. September 1985 als Joint Chiefs of Staff und militärischer Berater von Präsident Reagan mit einer großen Militärparade in Anwesenheit seines Freundes Ludwig Hobein in den Ruhestand verabschiedet wurde, war während seiner aktiven Militärdienstzeit drei Mal in Hanau stationiert (1951/54, 1963/65 und 1967/69). Ein besonderer Freund von „Lux“ war General William Westmoreland, 1964/68 Oberbefehlshaber der US-Truppen im Vietnamkrieg und später Chief of Staff of the Army. Westmoreland ließ 1969 beispielsweise eigens zu einem Besuch bei Hobein seinen Sonderzug im Bahnhof Hanau Nord anhalten. Zu Hobeins Beerdigung kondolierten der damals höchste General (Chief of Staff of the Army) der Armee der Vereinigten Staaten Dennis Reimer und sein Nachfolger und der spätere Minister im Kabinett Obama, Eric K. Shinseki, damals Oberkommandierender der Streitkräfte der Vereinigten Staaten in Europa US Army Europe.
Hobein ist auf dem Hauptfriedhof Hanau beigesetzt.